# Stand Up For Europe
Stand Up for Europe är en pan-europeisk medborgarrörelse som arbetar för ett mer demokratiskt och federalt Europa. Rörelsen grundades i december 2016 som en sammanslagning av tre federalistiska europarörelser, och har sedan dess blivit stora i sociala medier och med stadsteam i ett trettiotal olika städer.

## Historik
Stand Up For Europe grundades vid den sjätte European Federalist Convention i Bryssel 3 december 2016, genom sammanslagningen av tre europafederalistiska rörelser: Stand up for the United States of Europe,  European Federalist Party och United States of Europe Now. Organisationen var en av de nya proeuropeiska rörelser som startade och växte snabbt som svar på utgången av folkomröstningen om Storbritanniens medlemskapi i EU och valet av Donald Trump som USA:s President.
6 maj 2017 var Stand Up for Europe en av medarrangörerna till en dagslång debatt i Bryssel ledd av Europeiska regionkommitténs ordförande Markku Markkula, om den Europeiska unionens framtid och hur man ska fortsätta den europeiska integrationen.

## Organisation
Stand Up For Europe drivs som en idéell förening (Association sans but lucratif, ASBL) under belgisk lag. Richard Laub, Georgios Kostakos, Olivier Boruchowitch och Pietro De Matteis anges som dess grundare. Organisationen består av en (i) kongress, (ii) ett verkställande utskott, (iii) en rådgivande styrelse, (iv) en tvistkommitté, (v) revisor och (vi) en ombudsman. Kongressen sammanträffar minst en gång per år mellan november och februari. Den tillsätter den verkställande styrelsens ledamöter genom enkel majoritet för en period på ett år. Styrelsen består för närvarande bland annat av dessa personer:
- Ordförande: Alain Deneef
- Vice ordförande: Bálint Gyévai
- Generalsekreterare: Luca Polidori
- Kassör: Faedran Bourhani
- Rådsmedlem: Alba Requejo

Som en urban medborgarrörelse arrangeras Stand Up for Europes aktiviteter i omkring 30 "cityteams" och sju universitetsgrupper (2 februari 2018). Organisationen ger regelbundet ut pressmeddelanden, ett nyhetsbrev och onlinetidskriften Europe Today. Hemsidan är kopplad till flera olika sociala medier-plattformar, såsom Facebook, Twitter, LinkedIn, YouTube, and Instagram. För att spegla den europeiska ungdomens betydelse för den federalistiska rörelsen har Stand Up for Europe även en "Students for Europe Political Research Platform", en hemsida vars mål är att underlätta studiet av ungdomsrelaterade Europafrågor. Föreningen deltar i pro-europeiska möten i olika städer med likasinnade grupper, för att bidra till europeisering.

## Organisationens mål
Stand Up For Europes mål är vidare Europeisk integration, mer direktdemokrati och mer solidaritet.
- En europeisk konstitution
- En europeisk underrättelsetjänst
- Ett medborgarinitiativ om migration över hela Europa
- Ett paneuropeiskt konstprojekt
- En dag för den europeiska ungdomen

Dessutom syftar föreningen till att slå sig samman med andra liknande organisationer, som Pulse of Europe, Young European Federalists och New Europeans.